# Дієз

Нота з дієзом.

Нота з дубль-дієзом.

Діє́з, або діе́з (фр. dièse від дав.-гр. δίεσις — «дієса», «півтон») — у музичній нотації це знак альтерації, який позначає підвищення ноти, що стоїть справа від нього, на один півтон. Дієз позначається значком ({\displaystyle \sharp }). Іноді існує необхідність підвищити ноту на цілий тон, для цього застосовується дубль-дієз, який має вигляд x-подібного хрестика з маленькими квадратами на кінцях ().
В авангардній музиці другої половини XX століття можна зустріти також «напівдієзи» та інші подібні знаки (як правило, у вигляді ґратки з недомальованою однією чи двома перетинками), що підвищують ноту на {\displaystyle 1/4}, {\displaystyle 3/4} тону і т. ін. (див. мікрохроматика).
У таблиці символів Юнікод є спеціальний символ для дієза «♯» (шістнадцятковий номер 266F), який відрізняється від символу октоторпа (решітки) «#». Тому октоторп не рекомендується вживати замість знаку дієза. Знак дубль-дієза (𝄪) має в Юнікоді шістнадцятковий номер 1D12A.